# The Yanks Are Coming
The Yanks Are Coming ist ein US-amerikanischer Dokumentarfilm von Marshall Flaum über das Eingreifen der Vereinigten Staaten in den Ersten Weltkrieg aus dem Jahr 1963. Der Film wurde für die Oscarverleihung 1964 für den Oscar für den besten Dokumentarfilm nominiert.

## Inhalt
Als roter Faden der US-Teilnahme dient die Geschichte des jungen Soldaten Paul Adams aus Boston, der sich frisch von der Universität freiwillig meldet. Die mit wenig Dialog nachgespielten Szenen mit Adams werden durch Archivbilder und -filme ergänzt.

## Produktionsnotizen
Die nachgespielten Szenen wurden in Savannah (Georgia) gedreht. In The Yanks Are Coming kombinierte Flaum als einer der ersten Dokumentarfilmer die Aufnahmen mit zeitgenössischer Populärmusik aus der damaligen Zeit.

## Rezeption
John J. O’Connor beschrieb in der New York Times The Yanks are Coming als eine weitere nachgestellte Geschichte der David L. Wolper Productions. Die Verbindung der beiden Stränge Weltgeschichte und persönlicher Geschichte sei weniger erleuchtend, als beunruhigend. Der Schlusspunkt sei klar: Die Vereinigten Staaten seien als Weltmacht alt geworden, die Tage ungestümer Jugend seien vorbei. Der Film könne zur Auffrischung dienen – in einer High-School-Klasse. Als Drama sei es nur skizzenhaft und provisorisch.

## Auszeichnung
- Oscars 1964: Nominierung als bester Dokumentarfilm[3]